# 信德省
信德省（Sindh；烏爾都語：‎；羅馬化拼寫曾作Sind）是巴基斯坦的四個省之一。信德省位於該國東南部地區，是巴基斯坦總面積第三大省，人口僅次於旁遮普省的第二大省。它分別與北部的巴基斯坦俾路支省和旁遮普省以及東部的印度古吉拉特邦和拉賈斯坦邦接壤；它的南面以阿拉伯海為界。信德省的景觀主要由印度河兩側的沖積平原、該省東部與印度接壤的塔爾沙漠和該省西部的基爾塔爾山脈組成。
信德省的經濟是巴基斯坦僅次於旁遮普省的第二大經濟體；其省會卡拉奇是該國人口最多的城市，也是其主要金融中心。信德省是巴基斯坦大部分工業機構的所在地，並擁有該國兩個最繁忙的商業海港：卡西姆港和卡拉奇港。信德省的其餘地區以農業為基礎，為該國其他地區生產水果、日用品和蔬菜。
信德省有時被稱為Bab-ul Islam（譯作“伊斯蘭之門”），因它是印度次大陸最早受伊斯蘭政權統治的地區之一。現代省份的部分地區在早期穆斯林征服期間受到拉什頓軍隊（英語：Rashidun army，即正統哈里發政權當時的核心武裝力量）的間歇性襲擊，但該地區直到712年由穆罕默德·伊本·卡西姆領導的倭馬亞哈里發統治下發生阿拉伯入侵信德後，才落入穆斯林政權的統治。信德族是該省最大的群體；信德省也是絕大多數穆哈吉爾人（烏爾都語：مہاجر，拼寫作Mahajir或Mahajir、Mohajir等，字面意思是“移民”）的居住地，為一個多民族的印度穆斯林群體，他們在1947年印巴分治後遷移到該地區。該省以其受蘇菲派強烈影響的獨特文化聞名，蘇菲派是當地印度教徒和穆斯林身份認同的共同重要標誌。
信德省以其在印度河流域文明時期的青銅時代的歷史而聞名，並且是聯合國教科文組織指定的兩個世界遺產地的所在地：馬克利墓地（英語：Makli Necropolis，世界當今最大的大墓地之一，約有50至100萬座，建立於約400年期間的墳墓，以數座獻給皇室、蘇菲派重要人物、學者的紀念物為特色，被認定是信德地區文明14至18世紀發展的重要遺跡）和摩亨佐達羅。
該省的（官方）象徵動物為信德羱羊（Sindh ibex），象徵鳥類為黑鶉，象徵樹種為印度苦楝樹。以該地區名稱命名之物種有信德羱羊及信德麻雀等。

## 詞源
公元前 325 年在亞歷山大大帝的指揮下征服信德的希臘人將印度河（英語：Indus River）稱為 Indós，現代之Indus稱呼由此衍生。 古代伊朗人把印度河以東的一切都稱為hind（現代羅馬化拼寫形式）。 Sindh 一詞是梵語 Sindhu 的波斯語派生詞，意思是“河流”—指印度河。
Franklin Southworth 認為 Sindhu 這個名字又來源於 Cintu，這是一個德拉威語中棗椰樹的意思，一種在當地常見的樹。
之前的拼寫形式“Sind”（來自波斯阿拉伯詞彙سند）在 1988 年因當地議會通過的一項修正法案而終止。

## 行政区划
信德省辖有29个县。分别为巴丁县、达杜县、海德拉巴县等。

## 延伸阅读
[在维基数据编辑]
 《欽定古今圖書集成·方輿彙編·邊裔典·信度部》，出自陈梦雷《古今圖書集成》